# Distrikt Yuyapichis
Der Distrikt Yuyapichis liegt in der Provinz Puerto Inca in der Region Huánuco in Zentral-Peru. Der Distrikt wurde am 19. November 1984 gegründet. Der Distrikt Yuyapichis hat eine Fläche von 2088 km². Beim Zensus 2017 wurden 6627 Einwohner gezählt. Im Jahr 1993 lag die Einwohnerzahl bei 5048, im Jahr 2007 bei 5652. Verwaltungssitz des Distriktes ist die am linken Flussufer des Río Pachitea auf einer Höhe von 250 m gelegene Ortschaft Yuyapichis mit 1380 Einwohnern (Stand 2017). Yuyapichis befindet sich 28 km südlich der Provinzhauptstadt Puerto Inca. In dem Gebiet lebt das indigene Volk der Asháninka.

## Geographische Lage
Der Distrikt Yuyapichis liegt im Südosten der Provinz Puerto Inca. Der Distrikt liegt in einer vorandinen Region am Westrand des Amazonasbeckens. Im Osten erheben sich die Berge des Sira-Gebirges. Der stark mäandrierende Río Pachitea durchströmt den Distrikt zentral in nördlicher Richtung. Die Nationalstraße 5N von Alexander von Humboldt und Puerto Inca im Norden nach Ciudad Constitución im Süden verläuft weiter westlich. Im Distrikt liegen im Westen die Einzugsgebiete der linken Nebenflüsse Río Santa Isabel und Río Yanayacu sowie im Osten das Einzugsgebiet des rechten Nebenflusses Río Yuyapichis.
Der Distrikt Yuyapichis grenzt im Westen an die Distrikte Distrikt Codo del Pozuzo, im Norden an den Distrikt Puerto Inca, im äußersten Nordosten an den Distrikt Iparía (Provinz Coronel Portillo, Region Ucayali) sowie im Osten und im Süden an den Distrikt Constitución (Provinz Oxapampa, Region Pasco).